# جون كان (لاعب كرة قدم)
جون كان (بالإنجليزية: John Kane)‏ (15 ديسمبر 1960 في المملكة المتحدة - ) هو لاعب كرة قدم بريطاني في مركز الدفاع. لعب مع نادي ليتون أورينت وWalthamstow Avenue F.C. ‏.